# Maria Guzenina
Maria Guzenina (ur. 12 stycznia 1969 w Helsinkach) – fińska dziennikarka i polityk, posłanka do Eduskunty, od 2011 do 2013 minister opieki zdrowotnej i socjalnej, deputowana do Parlamentu Europejskiego X kadencji.

## Życiorys
Jest córką Niemca i Rosjanki.
Uzyskała wykształcenie średnie. Od 1992 do 2004 jako freelancer współpracowała z Yleisradio, fińskim publicznym nadawcą radiowym i telewizyjnym. Była też m.in. reporterką MTV Europe w Londynie (1993–1997), publicystką i dziennikarką różnych czasopism („Aktivisti”, „Ilta-Sanomat”, „Iltalehti” i „Uutispäivä Demari”). Od 2004 do 2007 współpracowała z Radiem Nova.
Zaangażowała się w działalność Socjaldemokratycznej Partii Finlandii. W wyborach parlamentarnych w 2007 po raz pierwszy uzyskała mandat deputowanej do Eduskunty. W 2011 ponownie została wybrana do parlamentu. W rządzie Jyrkiego Katainena 22 czerwca tego samego roku objęła urząd ministra opieki zdrowotnej i socjalnej, zastępując Paulę Risikko. Zakończyła urzędowanie 24 maja 2013. W 2015, 2019 i 2023 z powodzeniem ubiegała się o poselską reelekcję. W 2024 została natomiast wybrana na posłankę do Europarlamentu X kadencji.

## Życie prywatne
Była żoną Marka Richardsona, muzyka zespołu Skunk Anansie. Deklaruje biegłą znajomość języka rosyjskiego.